# Marquesado de Bayamo
El marquesado de Bayamo es un título nobiliario español creado el 28 de julio de 1849 por la reina de España Isabel II en favor de Miguel Tacón y García de Lisón, ministro plenipotenciario, para que lo ostentáse él, como heredero del ducado, y los posteriores herederos, en sustitución del marquesado de la Unión de Cuba.
El título siempre ha estado unido al ducado de la Unión de Cuba, excepto con el V marqués, Miguel Bernaldo de Quirós y Tacón que no llegó a ostentar el título de duque, pues los derechos pasaron a su hija Rocío Regina Bernaldo de Quirós y Coca. Su denominación hace referencia al municipio de Bayamo, ciudad situada en el sureste de la isla de Cuba y capital de la provincia de Granma. 

## Marqueses de Bayamo
|                        | Titular                                | Periodo                |
| Creación por Isabel II | Creación por Isabel II                 | Creación por Isabel II |
| ---------------------- | -------------------------------------- | ---------------------- |
| I                      | Miguel Tacón y García de Lisón         | 1882-1869              |
| II                     | Bernardo Luis Tacón y Hewes            | 1870-1898              |
| III                    | Miguel Tacón y Calderón                | 1898-1935              |
| IV                     | María Ana Tacón y Rodríguez de Rivas   | 1935-1956              |
| V                      | Miguel Bernaldo de Quirós y Tacón      | 1956-1981              |
| VI                     | Rocío Regina Bernaldo de Quirós y Coca | 1981-hoy               |

## Historia de los marqueses de Bayamo
- Miguel Tacón y García de Lisón (1809-1869), I marqués de Bayamo, II duque de la Unión de Cuba, ministro plenipotenciario y senador del reino.[2] Era hijo de Miguel Tacón y Rosique (1777-1855), gobernador militar de Popayán, capitán general de Andalucía, de la isla de Cuba y de las islas Baleares etc., y su esposa Ana Polonia García de Lisón y Soycoli.[3]

Casó en 1838 con Francisca de Sales Hewes Kent (m. 1888). El 1 de agosto de 1870 le sucedió su hijo:
- Bernardo Luis Tacón y Hewes (Inglaterra, 1844-Madrid, 15 de febrero de 1914), II marqués de Bayamo, III duque de la Unión de Cuba, Gran Cruz del Mérito Naval, gentilhombre de cámara con ejercicio y servidumbre, senador del reino.[2]

Casó en primeras nupcias el 8 de enero de 1871 con Matide Calderón y Vasco y en segundas nupcias el 8 de mayo de 1912, en Madrid, con María Carlota Beranguer y Martínez de Espinosa (n. 1858). El 27 de julio de 1898 le sucedió, por cesión, un hijo de su primer matrimonio:
- Miguel Tacón y Calderón (Madrid, 9 de noviembre de 1871-Sancti Spiritus, Salamanca, 6 de enero de 1937), III marqués de Bayamo, IV duque de la Unión de Cuba, Gran Cruz de la Orden de Carlos III, caballero del Real Cuerpo Colegiado de Hijosdalgos de Madrid, maestrante de Ronda, senador y diputado.[2]

Casó el 26 de junio de 1903, en Madrid, con María del Rosario Rodríguez de Rivas y de la Gándara (1881-1963), dama de la reina y de la Orden de María Luisa. El 2 de junio de 1950 le sucedió su hija:
- María Ana Tacón y Rodríguez de Rivas (Madrid, 23 de noviembre de 1904-Madrid, 8 de noviembre de 1980), IV marquesa de Bayamo, V duquesa de la Unión de Cuba.[2]

Casó el 10 de febrero de 1936, en Madrid, con el abogado y ganadero Luis Bernaldo de Quirós y Bustillo (1896-1957), que era hijo de Rafael Bernaldo de Quirós y Mier y su esposa Consolación Bustillo y Mendoza, IV marquesa de los Altares. El 21 de diciembre de 1956 le sucedió, por cesión, su hijo:
- Miguel Bernaldo de Quirós y Tacón (n. Lisboa, 19 de noviembre de 1936), V marqués de Bayamo, maestrante de Ronda.[4]

Casó el 20 de junio de 1968, en Salamanca, con Alicia Coca y Borrego (n. 1946), hija de Regino Coca y su esposa Alicia Borrego. El 8 de enero de 1981, previa orden del 27 de mayo de 1980 para que se expida la correspondiente carta de sucesión (BOE del 17 de junio), le sucedió su hija:
- Rocío Regina Bernaldo de Quirós y Coca (n. Madrid, 8 de abril de 1969), VI marquesa de Bayamo, VI duquesa de la Unión de Cuba.[6][7]

Casó el 6 de septiembre de 2002, en Madrid, con Juan Linage Muñoz-Rojas (n. 1969).